# Makakan
Makakan est un village du département du Nkam au Cameroun. Situé dans l'arrondissement de Nkondjock, il est localisé à 9 km de Nkondjock, sur la route qui lie Yabassi à Nkondjock et à Bafang. 

## Population et environnement
En 1967, le village de Makakan  avait 197 habitants. La population est essentiellement composée des Bandem. La population de Makakan était de 76 habitants dont 37 hommes et 36 femmes, lors du recensement de 2005. 